# Frankenia flabellata
Frankenia flabellata är en frankeniaväxtart som beskrevs av Thomas Archibald Sprague. Frankenia flabellata ingår i släktet frankenior, och familjen frankeniaväxter. Inga underarter finns listade i Catalogue of Life.